# Andrea Urrutia
Andrea Milagros Urrutia Puente Arnao (Lima, 31 de mayo de 1997), es una deportista(voleibolista) peruana que juega como Central y que forma parte de la Selección femenina de voleibol del Perú. Debido al gran talento que posee ya ha estado en todas las categorías de la selección nacional de Perú, fue parte del equipo que ganó la medalla de oro en el Sudamericano de Menores del 2012, la primera medalla de oro para el Vóley Peruano en esa categoría después de 32 años y la primera medalla de oro en cualquier categoría después de 19 años.

## Carrera

### 2011: Una Nueva Esperanza
En el mes de noviembre de ese año formó parte del equipo que participó en el Sudamericano Infantil del 2011 realizado en el Estadio Municipal Sergio Matto de Canelones, Uruguay; en el cual se le ganó después de muchos años a Brasil, en un partido para definir al primero del grupo, suceso que devolvió la esperanza a todo un país en este deporte y ganándose desde allí la fe de miles de aficionados, aunque después se perdiera la final con ese mismo equipo quedando así en el segundo puesto de la competencia. Andrea fue una de las dos centrales titulares del equipo, su gran fuerza y su excelente técnica ayudó a que el equipo realizara un excelente papel en el torneo.

### 2012: Oro Sudamericano
En el mes de octubre formó parte del equipo juvenil subcampeón sudamericano clasificado al Mundial Juvenil de República Checa; pero al mes siguiente en la categoría sub-18 fue central titular del equipo que ganó la medalla de oro en el Sudamericano de Menores del 2012, clasificatorio al Mundial de Menores Tailandia 2013; la primera medalla de oro para el Vóley Peruano en esa categoría después de 32 años y la primera medalla de oro en cualquier categoría después de 19 años.

## Clubes
| Club                   | País | Año       |
| ---------------------- | ---- | --------- |
| Universidad San Martín | Perú | 2011-2020 |
| Deportivo Jaamsa       | Perú | 2020-2022 |

## Resultados

### Premios Individuales
- "Mejor central" del Campeonato Sudamericano de Voleibol Femenino Sub-20 2014
- "Mejor central" de la Liga Nacional de Voleibol Femenino 2014-2015
- "Mejor Bloqueadora" de la Copa Latina de Voley Femenino sub-20

Mejor bloqueadora campeonato sub-23 Copa panamericana 2014

### Selección nacional

#### Categoría Mayores
- 2013:  "Campeona",  Juegos Bolivarianos 2015
- 2014: 18.º puesto,  Grand Prix de Voleibol de 2014
- 2014: 9.º puesto,  Copa Panamericana de Voleibol de 2014
- 2015: 9.º puesto,  Copa Panamericana de Voleibol de 2015
- 2015: 7.º puesto,  Juegos Panamericanos de 2015
- 2015: 22.º puesto,  Grand Prix de Voleibol de 2015
- 2015:  "SubCampeona",  Clasificación de la CSV para la Copa Mundial de Voleibol Femenino de 2015
- 2015: 11.º puesto,  Copa Mundial de Voleibol Femenino de 2015
- 2015:  "Subcampeona",  Sudamericano de Voleibol Femenino Colombia 2015
- 2016:  "Subcampeona", Preolímpico Sudamericano de Voleibol Femenino Argentina 2016
- 2016: 23.er puesto, Grand Prix de Voleibol de 2016
- 2017: 4.º puesto, Copa Panamericana de Voleibol de 2017
- 2017: 21.er puesto, Grand Prix de Voleibol de 2017
- 2017:  "Tercera", Sudamericano de Voleibol Femenino Colombia 2017

#### Categoría Sub-20 | Juvenil
- 2012:  "Subcampeona", Sudamericano Juvenil Perú 2012

#### Categoría Sub-18 | Menor
- 2012:  "Campeona", Sudamericano Menores Perú 2012

#### Categoría Sub-16 | Infantil
- 2011:  "Subcampeona", Sudamericano Infantil Uruguay 2011

### Clubes
- 2012:"Subcampeona", Liga Nacional Superior Temporada 2011/2012 con Universidad San Martín
- 2012: 5.º Lugar, Liga Nacional Juvenil 2012 con Universidad San Martín
- 2013:"Subcampeona", Liga Nacional Superior Temporada 2012/2013 con Universidad San Martín
- 2014:"Campeona", Liga Nacional Superior Temporada 2013/2014 con Universidad San Martín
- 2015:"Campeona", Liga Nacional Superior Temporada 2014/2015 con Universidad San Martín
- 2017:"Campeona", Liga Nacional Superior Temporada 2017/2018 con Universidad San Martín
- 2020:"Campeona", Copa Movistar  con Club deportivo Jaamsa